# Valeria Drenova
Valeria Luigji Drenova (ur. 4 lipca 1915 w Lukka, zm. 29 marca 2004 w Tiranie) – albańska pianistka, koncertmistrzyni zespołu Teatru Opery i Baletu w Tiranie.

## Życiorys
Urodziła się we Włoszech, była córką dyrektora banku i lekarki. Naukę gry na pianinie rozpoczęła w wieku 5 lat. Studiowała w konserwatorium A Boito w Parmie pod kierunkiem Rio Nardiego i Nino Rossiego. W latach 1937–1940 pracowała w Instytucie dla Kobiet "Frascani Signorini" we Florencji, a od 1940 w Instytucie "Nëna Mbretneshë" w Tiranie. W 1941 wyszła za mąż za Fadila Drenovę. Po zakończeniu wojny podjęła pracę w Radiu Tirana i w liceum artystycznym Jordan Misja. Po utworzeniu Filharmonii Państwowej Drenova została w niej pierwszą pianistką. Po utworzeniu Teatru Opery i Baletu Drenova przeszła do tego zespołu pracując tam do końca swojej kariery artystycznej. Prowadziła także zajęcia ze studentami w Instytucie Sztuki.
Za swoją działalność artystyczną została wyróżniona orderem Naima Frasheriego I kl.